# Oberer Stinkersee
Der Obere Stinkersee ist eine Salzlacke im österreichischen Seewinkel, östlich des Neusiedlersees und südlich der Tourismusgemeinde Podersdorf am See, im Gemeindegebiet Illmitz, in der sogenannten Hölle. 
Das Gewässer ist Teil des UNESCO-Welterbe-Gebietes und Nationalparks Neusiedler See-Seewinkel. Ungefähr einen Kilometer südlich des Oberen Stinkersees befindet sich der Untere Stinkersee.
Der Obere Stinkersee weist eine der höchsten Soda-Konzentrationen aller Salzlacken im Seewinkel auf. Wenn er Wasser führt, entwickelt sich hier eine üppige Unterwasserwelt, die wiederum verschiedenste Watvögel anlockt. Die Senke des Oberen, Mittleren und Unteren Stinkersees war früher Teil des Neusiedler Sees und wurde im Zuge des durch Wellenschlag entstandenen Seedamms, entlang des Ostufers des Sees, von diesem abgetrennt. Im Frühjahr und Herbst bietet der See Ornithologen gute Beobachtungsmöglichkeiten, im Hochsommer dominieren Salzausblühungen und die spezielle Salzlackenvegetation des Seewinkels.
Der See ist immer wieder von einer Austrocknung betroffen, so beispielsweise auch im Jahre 2017.
Die Wanderungen rund um den See gelten als leicht; auf Grund der Nähe zum Neusiedler See ist mit teilweise starkem Wind zu rechnen. Für die Beobachtung der reichen Anzahl an unterschiedlichsten Vogelarten (Säbelschnäbler, Stelzenläufer, Seeregenpfeifer, Brandgänse) des Gebietes Neusiedler See-Seewinkel gibt es zwei Aussichtstürme.
Beim Oberen Stinkersee gibt es, neben dem Raurisertal, einen der zwei einzigen bekannten Fundorte des Minerals Amesit in Österreich.

## Bilder

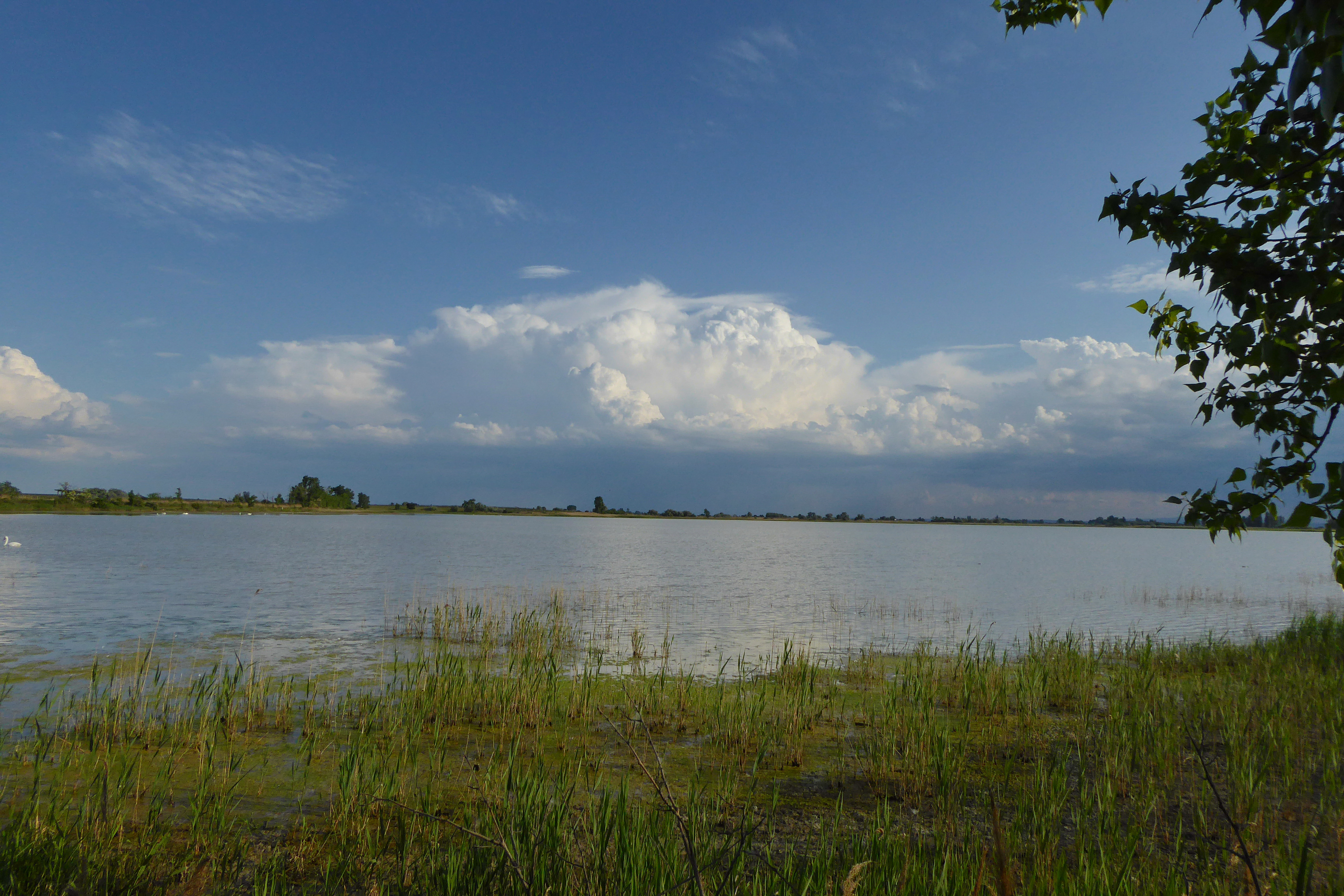
Oberer Stinkersee (2016)
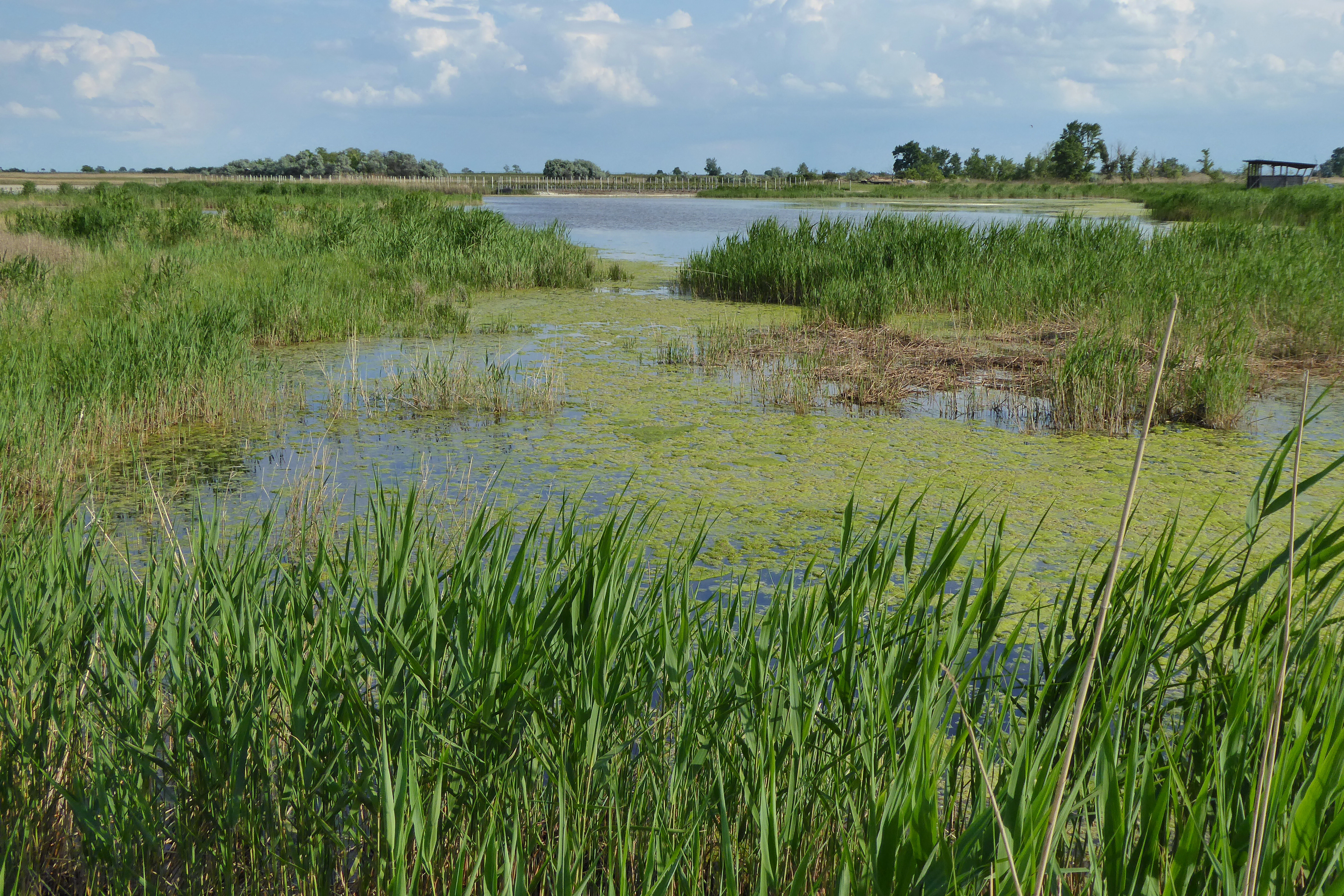
Oberer Stinkersee (2016)
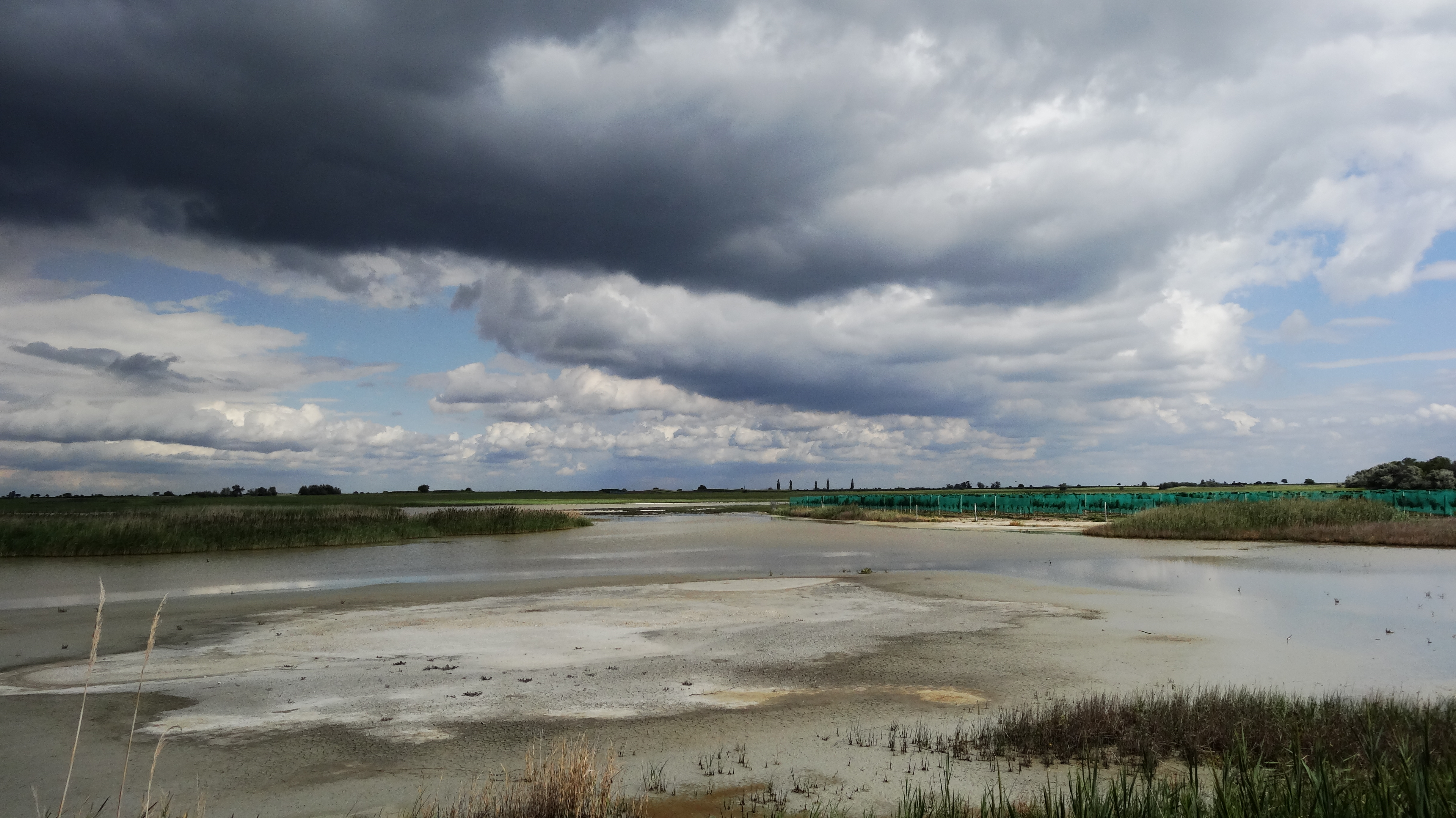
Oberer Stinkersee (2016)
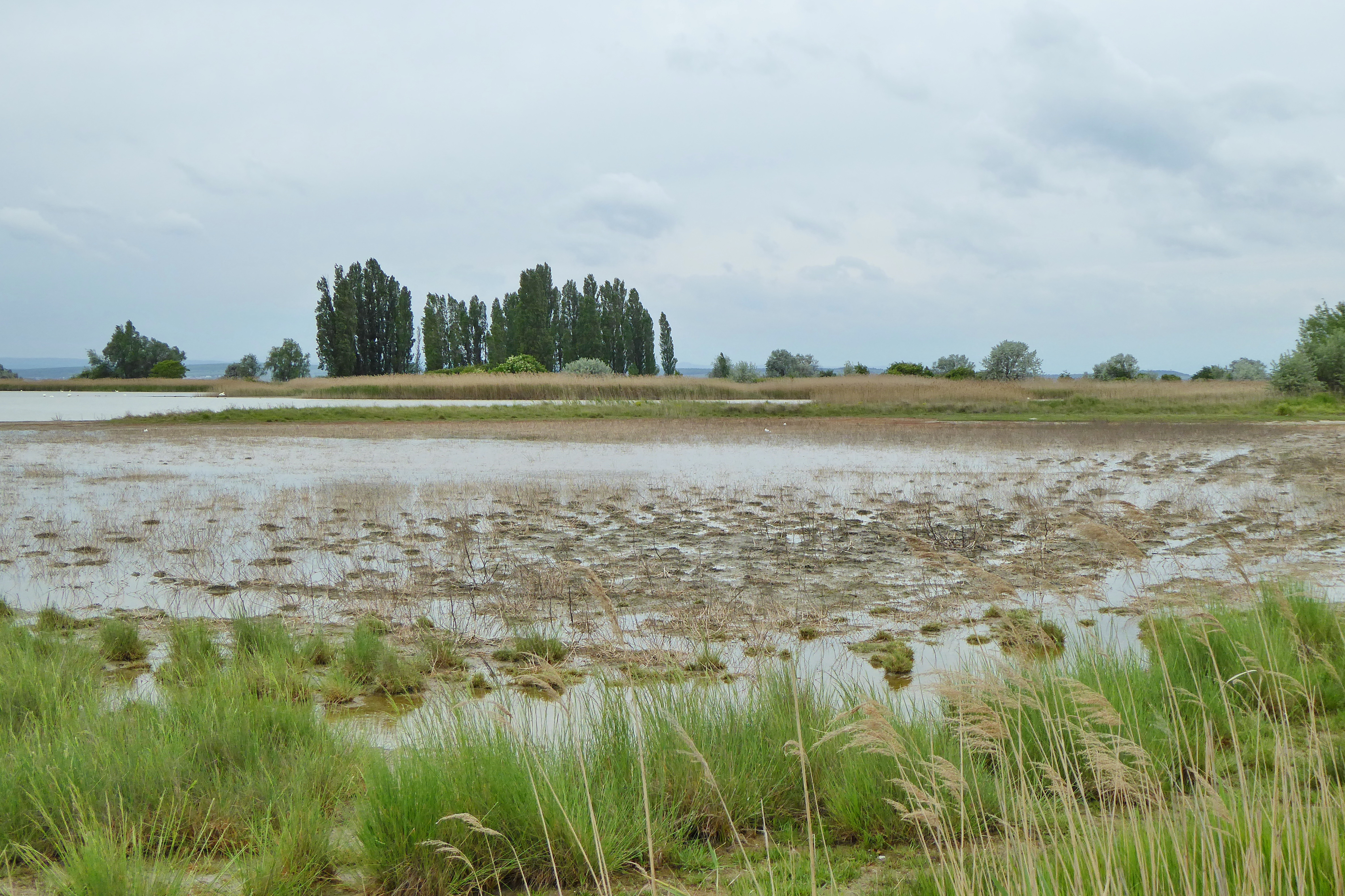
Oberer Stinkersee (2016)